# Preseka (Gornji Mihaljevec)
Preseka (mađarski Hétvezér) je naselje u Republici Hrvatskoj, u sastavu Općine Gornji Mihaljevec, Međimurska županija.

## Stanovništvo
Prema popisu stanovništva iz 2001. godine, naselje je imalo 70 stanovnika te 21 obiteljsko kućanstvo.
| broj stanovnika | 69    | 69    | 83    | 65    | 89    | 100   | 92    | 108   | 121   | 124   | 107   | 92    | 79    | 77    | 70    | 67    | 63    |
|                 | 1857. | 1869. | 1880. | 1890. | 1900. | 1910. | 1921. | 1931. | 1948. | 1953. | 1961. | 1971. | 1981. | 1991. | 2001. | 2011. | 2021. |

## Šport
NK Bratstvo Preseka natječe se u 3. ŽNL Međimurskoj.